# G230国道
G230国道（ジーにひゃくさんじゅうこくどう）は、通武線とも呼ばれ、中国吉林省通化市を起点とし、湖北省武漢市を終点とする中国の国道である。

## 通過地点
G230国道は、吉林省、遼寧省（瀋陽市など）、河北省（唐山市など）、天津市、北京市、河南省（開封市など）、湖北省の7つの省級行政区を通過する。

## 写真集

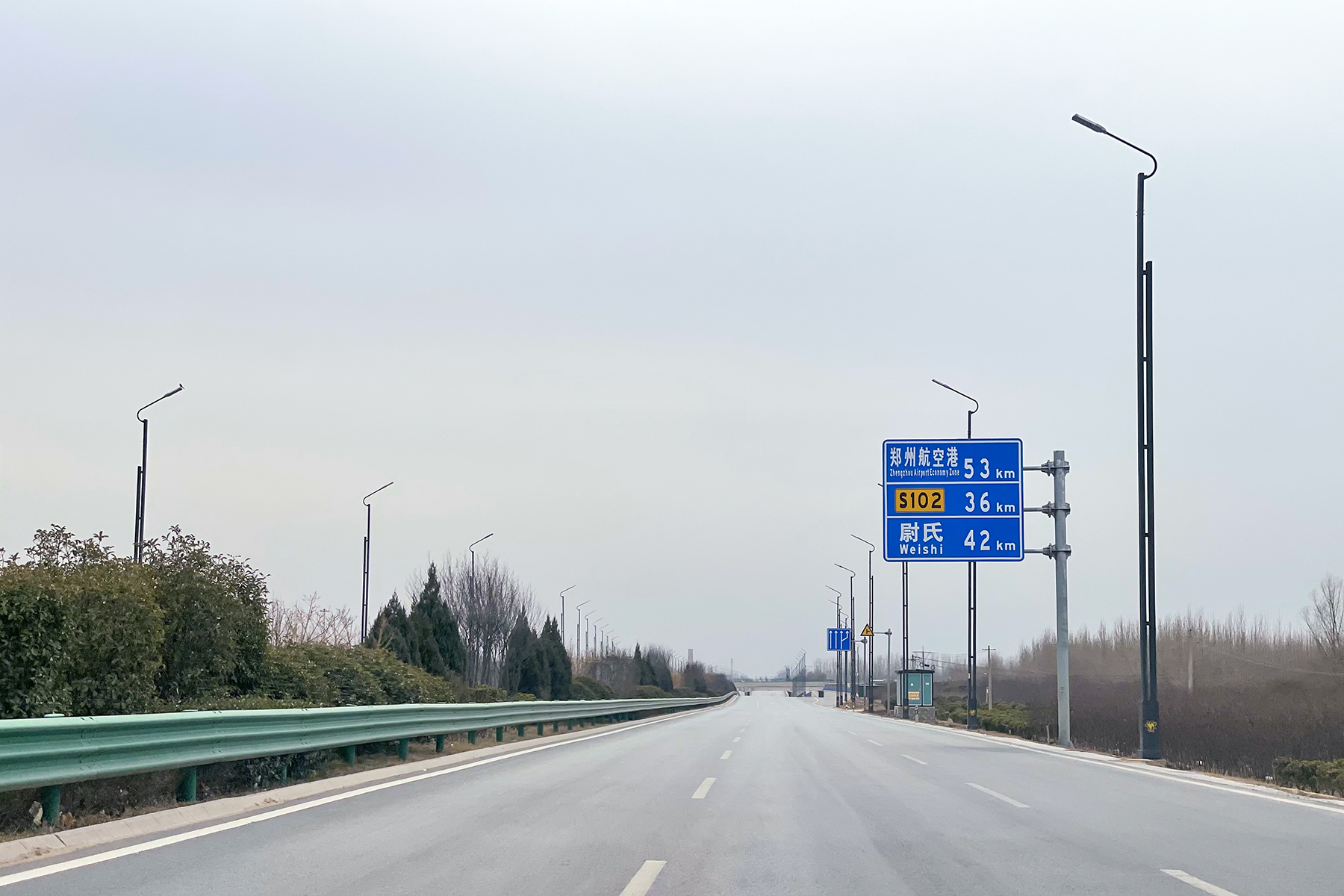
G230国道（開封市）

## 参照項目
- 中国の国道

交差する国道：
- 河北省でG102国道
- 北京市でG107国道